# Europaspiele 2023/Teilnehmer (Rumänien)
| Gelbes Symbol für Goldmedaillen mit stilisierten Olympischen Ringen | Graues Symbol für Silbermedaillen mit stilisierten Olympischen Ringen | Braundes Symbol für Bronzemedaillen mit stilisierten Olympischen Ringen |
| ------------------------------------------------------------------- | --------------------------------------------------------------------- | ----------------------------------------------------------------------- |
| 1                                                                   | 2                                                                     | 2                                                                       |

Rumänien nimmt an den Europaspielen 2023 in Krakau teil.

## Medaillengewinner
| Name/n           | Sportart       | Wettkampf                       |
| ---------------- | -------------- | ------------------------------- |
| Gold             |                |                                 |
| Claudia Bobocea  | Leichtathletik | 1500 m Frauen                   |
| Silber           |                |                                 |
| Bianca Ghelber   | Leichtathletik | Hammerwurf Frauen               |
| Daniela Stanciu  | Leichtathletik | Hochsprung Frauen               |
| Bronze           |                |                                 |
| Ștefan Comanescu | Karate         | Kumite Männer, Klasse bis 67 kg |
| Andrea Miklós    | Leichtathletik | 400 m Frauen                    |

## Teilnehmer nach Sportarten

### 3×3-Basketball
| Wettbewerb    | Männer                                                                       | Frauen                                                           |
| ------------- | ---------------------------------------------------------------------------- | ---------------------------------------------------------------- |
| Athleten      | Cristian-Radu Chițu Alexandru Coconea Constantin Gavriloaia Vladislav Solopa | Sonia-Ursu Kim Teodora Manea Alina Maria Podar Anamaria Vîrjoghe |
| Gruppenphase  | Litauen 13:22 Schweiz 21:20 Österreich 13:21                                 | Österreich 17:14 Deutschland 15:13 Griechenland 15:12            |
| Viertelfinale | ausgeschieden                                                                | Israel 22:13                                                     |
| Halbfinale    | ausgeschieden                                                                | Litauen 13:16                                                    |
| Bronze/Finale | ausgeschieden                                                                | Spanien 15:21                                                    |
| Rang          |                                                                              | 4                                                                |

Ersatz: Szabolcs Sánta

### Leichtathletik
| Team     | Wettbewerb  | Wettbewerb | Punkte | Punkte | Punkte | Punkte | Punkte | Punkte | Punkte     | Punkte    | Punkte    | Punkte      | Punkte           | Punkte      | Punkte    | Punkte     | Punkte     | Punkte         | Punkte     | Punkte     | Punkte     | Punkte | Rang |
| Team     | Wettbewerb  | Wettbewerb | 100 m  | 200 m  | 400 m  | 800 m  | 1500 m | 5000 m | 110 m Hü.* | 400 m Hü. | 4 × 100 m | 4 × 400 m** | 3000 m Hindernis | Kugelstoßen | Speerwurf | Hammerwurf | Diskuswurf | Stabhochsprung | Hochsprung | Dreisprung | Weitsprung | Gesamt | Rang |
| -------- | ----------- | ---------- | ------ | ------ | ------ | ------ | ------ | ------ | ---------- | --------- | --------- | ----------- | ---------------- | ----------- | --------- | ---------- | ---------- | -------------- | ---------- | ---------- | ---------- | ------ | ---- |
| Rumänien | 2. Division | Männer     | 9      | 6      | 14     | 12     | 8      | 4      | 14         | 8         | 12        | 15          | 10               | 13          | 12        | 5          | 12         | 7              | 7          | 10         | 13         | 344    | 5    |
| Rumänien | 2. Division | Frauen     | 3      | 8      | 16     | 12     | 16     | 7      | 9          | 2         | 0         | 15          | 0                | 1           | 5         | 16         | 9          | 7              | 15         | 12         | 15         | 344    | 5    |

* Die Frauen treten über 100 m Hürden, statt 110 m Hürden an.
** Die 4 × 400 m sind ein Mixed-Wettkampf.

#### Einzelresultate
| Wettbewerb       | Männer                                                | Männer         | Männer | Männer      | Frauen                                                        | Frauen          | Frauen | Frauen      |
| Wettbewerb       | Athlet                                                | Ergebnis       | Rang   | Rang Gesamt | Athletin                                                      | Ergebnis        | Rang   | Rang Gesamt |
| ---------------- | ----------------------------------------------------- | -------------- | ------ | ----------- | ------------------------------------------------------------- | --------------- | ------ | ----------- |
| 100 m            | Cristian Roiban                                       | 10,62 s        | 08     | 27          | Marina Baboi                                                  | 11,73 s SB      | 14     | 31          |
| 200 m            | Marian Tănase                                         | 21,26 s        | 11     | 28          | Maria Bisericescu                                             | 23,62 s         | 09     | 24          |
| 400 m            | Mihai Dringo                                          | 45,76 s NU23R  | 03     | 12          | Andrea Miklós                                                 | 50,67 s PB      | 01     | Bronze      |
| 800 m            | Cristian Voicu                                        | 1:48,48 min    | 05     | 19          | Claudia Bobocea                                               | 2:01,19 min PB  | 05     | 12          |
| 1500 m           | Nicolae Coman                                         | 3:46,09 min    | 09     | 27          | Claudia Bobocea                                               | 4:08,68 min     | 01     | Gold        |
| 5000 m           | Dragoș Luca Pop                                       | 14:37,43 min   | 13     | 34          | Mădălina Elena Sîrbu                                          | 16:33,24 min PB | 10     | 26          |
| 110/100 m Hürden | Alin Anton                                            | 13,80 s        | 03     | 12          | Anamaria Nesteriuc                                            | 13,30 s         | 08     | 18          |
| 400 m Hürden     | Vlad Dulcescu                                         | 52,10 s        | 09     | 25          | Sanda Belgyan                                                 | 1:04,09 min     | 15     | 36          |
| 3000 m Hindernis | Damian Mititelu                                       | 8:57,63 min PB | 07     | 26          | Elena Pănăeţ                                                  | DNF             | DNF    | DNF         |
| 4 × 100 m        | Alin Anton Marian Tănase Ionuț Neagoe Cristian Roiban | 39,77 s SB     | 05     | 18          | Marina Baboi Maria Bisericescu Anamaria Nesteriuc Emma Matyus | DNF             | DNF    | DNF         |
| Kugelstoßen      | Andrei Toader                                         | 19,84 m        | 04     | 12          | Ioana Diana Țigănașu                                          | 12,89 m         | 16     | 38          |
| Speerwurf        | Alexandru Novac                                       | 77,83 m SB     | 05     | 11          | Ioana Valentina Baciu                                         | 46,15 m         | 12     | 30          |
| Hammerwurf       | Dragoș Ionuț Nicorici                                 | 64,07 m        | 12     | 24          | Bianca Ghelber                                                | 72,97 m         | 01     | Silber      |
| Diskuswurf       | Alin Firfirică                                        | 61,82 m        | 05     | 09          | Andreea Iuliana Lungu                                         | 50,54 m         | 08     | 25          |
| Stabhochsprung   | Răzvan Doroftei                                       | 4,70 m         | 10     | 29          | Andreea Drăgan                                                | 3,25 m          | 10     | 31          |
| Hochsprung       | Marius Dumitrache                                     | 2,07 m         | 10     | 26          | Daniela Stanciu                                               | 1,94 m          | 02     | Silber      |
| Dreisprung       | Răzvan Grecu                                          | 15,36 m        | 07     | 21          | Diana Ion                                                     | 13,44 m         | 05     | 12          |
| Weitsprung       | Gabriel Bitan                                         | 7,68 m         | 04     | 12          | Alina Rotaru-Kottmann                                         | 6,63 m          | 02     | 04          |

| Wettbewerb | Mixed                                                 | Mixed          | Mixed | Mixed       |
| Wettbewerb | Athleten                                              | Ergebnis       | Rang  | Rang Gesamt |
| ---------- | ----------------------------------------------------- | -------------- | ----- | ----------- |
| 4 × 400 m  | Mihai Dringo Mirela Lavric Robert Parge Andrea Miklós | 3:14,83 min SB | 02    | 11          |

Ersatz: Petre Rezmiveș

### Skispringen
| Athleten                                                           | Wettbewerb    | 1, Durchgang                                | 1, Durchgang      | 1, Durchgang      | 2, Durchgang                                | 2, Durchgang      | 2, Durchgang      | Gesamt            | Gesamt            |
| Athleten                                                           | Wettbewerb    | Weite                                       | Punkte            | Rang              | Weite                                       | Punkte            | Rang              | Punkte            | Rang              |
| ------------------------------------------------------------------ | ------------- | ------------------------------------------- | ----------------- | ----------------- | ------------------------------------------- | ----------------- | ----------------- | ----------------- | ----------------- |
| Frauen                                                             |               |                                             |                   |                   |                                             |                   |                   |                   |                   |
| Delia Folea                                                        | Normalschanze | 059,0 m                                     | 28,6              | 36                | DNQ                                         | DNQ               | DNQ               | 028,6             | 36                |
| Delia Folea                                                        | Großschanze   | 077,5 m                                     | 15,8              | 38                | DNQ                                         | DNQ               | DNQ               | 015,8             | 38                |
| Daniela Haralambie                                                 | Normalschanze | 084,0 m                                     | 91,3              | 19                | 080,5 m                                     | 88,8              | 21                | 180,1             | 21                |
| Daniela Haralambie                                                 | Großschanze   | 107,5 m                                     | 67,3              | 25                | 109,0 m                                     | 76,7              | 23                | 144,0             | 24                |
| Alessia Mîțu-Coșca                                                 | Großschanze   | 082,5 m                                     | 23,6              | 36                | DNQ                                         | DNQ               | DNQ               | 023,6             | 36                |
| Männer                                                             |               |                                             |                   |                   |                                             |                   |                   |                   |                   |
| Daniel Cacina                                                      | Normalschanze | 092,5 m                                     | 99,9              | 35                | DNQ                                         | DNQ               | DNQ               | 99,9              | 35                |
| Daniel Cacina                                                      | Großschanze   | 116,0 m                                     | 95,8              | 39                | DNQ                                         | DNQ               | DNQ               | 95,8              | 39                |
| Andrei Feldorean                                                   | Normalschanze | 082,5 m                                     | 79,9              | 48                | DNQ                                         | DNQ               | DNQ               | 79,9              | 48                |
| Andrei Feldorean                                                   | Großschanze   | 107,0 m                                     | 63,6              | 52                | DNQ                                         | DNQ               | DNQ               | 63,6              | 52                |
| Nicolae Sorin Mitrofan                                             | Normalschanze | DSQ (Sprunganzug)                           | DSQ (Sprunganzug) | DSQ (Sprunganzug) | DSQ (Sprunganzug)                           | DSQ (Sprunganzug) | DSQ (Sprunganzug) | DSQ (Sprunganzug) | DSQ (Sprunganzug) |
| Nicolae Sorin Mitrofan                                             | Großschanze   | 114,5 m                                     | 83,9              | 45                | DNQ                                         | DNQ               | DNQ               | 83,9              | 45                |
| Mihnea Spulber                                                     | Normalschanze | 084,0 m                                     | 83,4              | 45                | DNQ                                         | DNQ               | DNQ               | 83,4              | 45                |
| Mihnea Spulber                                                     | Großschanze   | 120,0 m                                     | 88,4              | 43                | DNQ                                         | DNQ               | DNQ               | 88,4              | 43                |
| Mixed                                                              |               |                                             |                   |                   |                                             |                   |                   |                   |                   |
| Alessia Mîțu-Coșca Mihnea Spulber Daniela Haralambie Daniel Cacina | Normalschanze | 68,0 m (9) 89,0 m (9) 93,0 m (7) 90,5 m (8) | 303,4             | 8                 | 66,0 m (8) 86,0 m (8) 76,0 m (7) 88,5 m (8) | 277,1             | 8                 | 580,5             | 8                 |